# 全国オートバイ協同組合連合会
全国オートバイ協同組合連合会（ぜんこくオートバイきょうどうくみあいれんごうかい）とは、中小企業等協同組合法により内閣総理大臣（経済産業省・警察庁管轄）の認可をうけた、全国のオートバイ販売店組合の協同組合連合会である。略称はAJ。

## 概要
- 設立：1992年12月、2004年4月(法人化)
- 所在：東京都港区赤坂2-19-5 内田ビル2階
- 会長：大村直幸

## 事業内容
1. 関係行政機関及び関係団体との協力提携に関する事業
2. 二輪車公正競争規約の普及指導に関する事業
3. 古物管理者講習会の開催
4. 二輪品質評価者制度の推進
5. 廃棄二輪車リサイクルについての協力
6. 全国の二輪車小売店の組織化援助に関する事業
7. 提携カードに関する事業
8. ＡＪ-ＮＥＷＳの発刊
9. 二輪ＥＴＣの推進
10. 定期点検整備制度の推進
11. オートバイ議員連盟との協力

## 会員
- 北海道二輪車商業協同組合
- 東北オートバイ事業協同組合
- 新潟県オートバイ事業協同組合
- 長野県オートバイ事業協同組合
- 茨城県オートバイ事業協同組合
- 栃木県オートバイ事業協同組合
- 群馬県オートバイ事業協同組合
- 埼玉オートバイ事業協同組合
- 千葉オートバイ事業協同組合
- 東京オートバイ協同組合
- 神奈川オートバイ事業協同組合
- 山梨県オートバイ事業協同組合
- 富山県オートバイ事業協同組合
- 福井県オートバイ事業協同組合
- 岐阜オートバイ事業協同組合
- 愛知オートバイ事業協同組合
- 三重県オートバイ事業協同組合
- 京都オートバイ事業協同組合
- 大阪オートバイ事業協同組合
- 兵庫県二輪自動車協同組合
- 山陰オートバイ事業協同組合
- 岡山県オートバイ事業協同組合
- 広島県二輪自動車協同組合
- 山口県オートバイ事業協同組合
- 香川オートバイ事業協同組合
- 愛媛県二輪自動車協同組合
- 九州オートバイ事業協同組合
- 熊本県オートバイ事業協同組合
- 沖縄県オートバイ事業協同組合

## 準会員
- 和歌山県オートバイ協議会